# ترانسکام
ترانسکام (انگلیسی: Transcom) شرکت مشاور مدیریت سوئدی است، که در سال ۱۹۹۵ تأسیس شد.